# ロブ・トムソン
ロバート・ルイス・トムソン（Robert Lewis Thomson, 1963年8月16日 - ）は、カナダのオンタリオ州サーニア出身の元プロ野球選手、野球指導者。現在は、MLBのフィラデルフィア・フィリーズの監督を務める。
選手としては目立った実績を残せなかったものの、引退後にニューヨーク・ヤンキース等で長年に渡りコーチを務めたことが評価され、2019年にカナダ野球殿堂に選出されている（コーチとしての業績のみでの野球殿堂入りは極めて異例）。その後、2022年シーズン途中よりフィラデルフィア・フィリーズの監督を務め、1年目にしてナショナル・リーグ制覇とワールドシリーズ進出を経験。

## 経歴
1985年のMLBドラフト32巡目（全体795位）でデトロイト・タイガースから指名を受け、プロ入り。4年間ルーキー級とA級でプレー。1987年には投手も経験した。1988年に引退し、シーズン途中からタイガース傘下のマイナーチームでコーチに就任した。
1990年にニューヨーク・ヤンキース傘下のA級フォートローダーデール・ヤンキースの三塁コーチに就任した。
1998年、フィールド・コーディネーターに異動した。
2000年、ヤンキースの選手育成ディレクターに就任した。
2003年、マイナーリーグのヴァイスプレジデントに就任した。同年11月にマイナーリーグのコーチに就任した。
2006年9月27日、ヤンキースの一塁コーチだったトニー・ペーニャが父の死去に伴って休養をとったため、メジャーリーグのチームに初帯同。4試合一塁コーチを務め、10月1日にペーニャは復帰した。
2007年オフにヤンキース監督がジョー・トーリからジョー・ジラルディに交代したのに伴い、11月20日にヤンキースのベンチコーチに就任した。
2008年シーズンの開幕4試合目（4月4日）のタンパベイ・レイズ戦でジラルディが上部呼吸道感染症のため試合を欠場し、代行として指揮を執った。試合は4対13で敗れた。翌日の4月5日も代行監督を務め、3対6で敗れた。同年オフの11月13日にペーニャがベンチコーチに就任したことに伴い、ヤンキースの三塁コーチへ異動し、2014年まで6シーズンに渡り務めた。この間、2009年にはワールドシリーズ優勝を経験した。
2015年1月12日にペーニャが一塁コーチに復帰するのに伴い、再びヤンキースのベンチコーチへ異動し、3シーズン務めた。
2018年シーズンからはフィラデルフィア・フィリーズに移り、新監督に就任したゲーブ・キャプラーの下でベンチコーチを務めた。
2019年10月にキャプラーは解任されたが、後任監督に旧知の間柄であるジラルディが就任したため、2020年シーズン以降も引き続きベンチコーチを務めた。
2022年6月3日より監督を解任されたジラルディに代わって代行監督を務める。

## 詳細情報

### 年度別監督成績
| 年 度    | 球 団    | 地 区    | 年 齢    | 試 合 | 勝 利 | 敗 戦 | 勝 率 | 順 位 | 備 考            | ポストシーズン 勝敗 |
| -------- | -------- | -------- | -------- | ----- | ----- | ----- | ----- | ----- | ---------------- | ------------------- |
| 2022     | PHI      | NL 東    | 58       | 111   | 65    | 46    | .586  | 3 / 5 | 途中就任、WS敗退 | 11勝06敗            |
| 2023     | PHI      | NL 東    | 59       | 162   | 90    | 72    | .556  | 2 / 5 |                  |                     |
| MLB：2年 | MLB：2年 | MLB：2年 | MLB：2年 | 273   | 155   | 118   | .568  | -     | -                | 11勝06敗            |

- 2022年度シーズン終了時。
- 年度の太字は最優秀監督賞受賞。
- 順位の太字はプレーオフ進出（ワイルドカードを含む）。
- WS…ワールドシリーズ、LCS…リーグチャンピオンシップシリーズ、DS…ディビジョンシリーズ、WC…ワイルドカードゲーム（ワイルドカードシリーズ）。

## 詳細情報

### 背番号
- 59（2008年 - ）